# Ajattara
Ajattara (nebo také Ajatar, Ajattaro) je ve finské mytologii ženský zlý lesní duch v podobě draka či hada známý též jako "Ďábel lesů". Ajattara rozsévá nemoci a mor; kdo se na ni podívá, okamžitě onemocní. 
Ajattara je pravděpodobně "příbuzná" litevskému domácímu duchu Aitvarasovi a estonskému duchu jménem Äi, nebo též Äijo, Äijatar. Jisté podobnosti jsou patrné s babylonskou bohyní Tiamat, dračí matkou babylonských bohů.